# ألتو بيو بيو (مدينة)
ألتو بيو بيو (بالإسبانية: Alto Bío Bío) هي بلدية تقع في تشيلي في إقليم بيو بيو.[بحاجة لمصدر] يقدر عدد سكانها بـ 6,081 نسمة ومساحتها 2,124.6 كم2 وترتفع عن سطح البحر 973 متر.

## أعلام
- باتريسيو موراليس